# 耶律庶成
耶律庶成（やりつ しょせい、生没年不詳）は、遼（契丹）の詩人・政治家。字は喜隠。小字は陳六。弟は耶律庶箴。

## 経歴
季父房の末裔。検校太師の耶律呉九の子として生まれた。幼くして学問を好み、読んだ書物の内容は忘れず、契丹文字と漢字の双方に通じ、詩を最も得意とした。重熙元年（1032年）、牌印郎君に補任され、枢密直学士に累進した。蕭韓家奴とともに「四時逸楽賦」を献上すると、興宗の賞賛を受けた。契丹の医者は脈を取って薬を調合する漢方の医法を知る者が少なかったので、庶成は興宗の命を受けて脈をみる方法について書かれた医書を翻訳した。
重熙11年（1042年）1月、趙成・耶律烈・張旦らとともに正月元旦を祝う名目の北宋への使者をつとめた。重熙13年（1044年）、蕭韓家奴とともに契丹の遙輦可汗から重熙年間までの歴史を編纂して、20巻にまとめた。重熙15年（1046年）、蕭韓家奴とともに礼典の制定にあたった。後に枢密副使の蕭徳とともに法令の改正にあたった。
妻の胡篤に誣告され、罰せられて官位を剥奪され、「庶耶律」に落とされた。吐蕃への使者として滞在すること12年、清寧年間に帰国した。道宗は庶成の冤罪を知って、剥奪された官位をもどすと、まもなく庶成は死去した。

## 伝説
庶成はかつて胡呂古の夢占いにより「官は林牙に止まり、妻のために罪を得る」という予言を受けた。そのとおり妻の誣告を受けて官位を剥奪された。胡篤は妊娠後の日経ちが悪く、子が生まれる前に死去した。遺体が解剖されると、胎児が胡篤の心臓をつかんでいた。この話を聞いた者は、夫を誣告した報いであるとみなした。

## 伝記資料
- 『遼史』巻89 列伝第19